# 心内膜炎
心内膜炎（しんないまくえん、英語: endocarditis）は心臓壁の内膜である心内膜の炎症。通常は（固有弁・人工弁を問わず）心臓弁が発症部位になるが、他に心室中隔、腱索、心内膜の表面、心臓内デバイスで発生することもある。心内膜炎は、血小板、フィブリン、微生物のミクロコロニー、および少量の炎症細胞からなる塊の異常増殖 (vegetation) という典型的病変で特徴づけられる。急性の感染性心内膜炎の場合、異常増殖の中心に肉芽腫を持つ場合があり、それは繊維化あるいは石灰化している場合がある。
心内膜炎の分類には様々なパターンがある。最も単純なのが原因論によるもので、炎症の原因が微生物であるか否かによって「感染性」と「非感染性」に分ける方法である。いずれにせよ心内膜炎の診断は、臨床像、心エコーなどの検査、原因となる細菌の存在を確かめるための血液培養に基づいて行われる。

## 感染性心内膜炎
心臓弁自身は血液の供給を受けていないため、白血球のような防御免疫機構が血流を通じて直接、弁に届くことはない。バクテリアのような生物が弁の表面に取り付いて増殖を起こした場合、宿主側の免疫反応は鈍いものにとどまる。弁が血液の供給を受けていないことは、感染した弁に薬が作用しにくいという治療面の問題もはらんでいる。
通常、血液はこれらの弁をスムーズに流れる。しかし例えばリウマチ熱でこれらの弁がダメージを受けた場合、バクテリアに取り付かれるリスクが高まる。
リウマチ熱は世界中で広く見られる病気で、心臓弁にダメージを与える原因として多く見られる。慢性リウマチ熱の特徴は、繰り返す炎症と線維症消散である。弁の重要な解剖学上の変化として、葉状部の肥厚化、交連部癒合、腱索の短小化・肥厚化が見られる。リウマチ熱の再発は、低用量抗生物質の投与を止めた場合、特に最初の発症から3年ないし5年の間は比較的よく見られる。特に、弁に問題がある場合、心臓合併症は長期かつ深刻になる場合がある。連鎖球菌による咽頭と扁桃の感染症 (Strep throat) に対して常にペニシリンを使うようになり、リウマチ熱は先進国であまり見られなくなったが、高齢者や開発途上国ではリウマチの不十分な治療から来る心臓弁膜症（僧帽弁逸脱、再感染による弁膜心内膜炎、弁の断裂など）が今も問題になっている。
あるインドの病院では2004年から2005年の間、心内膜炎の患者24名のうち4名は従来のような増殖症を示さなかった。彼らは全員リウマチ熱にかかり、長期の発熱を示し、深刻な僧帽弁逆流を起こしていた。（うち一人は僧帽弁後尖逸脱症だった。）

## 非感染性心内膜炎
非細菌性血栓性心内膜炎 (NBTE) や衰弱性心内膜炎がよく起こるのは、それまでは健全だった弁においてである。感染性心内膜炎とは異なり、NBTE における増殖症の塊は規模が小さく、成長が遅く、また弁の縁や尖端に発生する。NBTE は通常、全身性のバクテリア感染や妊娠期のような凝固性亢進状態の時に起こるが、静脈カテーテルを使う患者でも時々見られる。NBTE は癌患者、特に Trousseau 症候群を起こす膠様腺癌の患者で見られる。一般に NBTE はそれ自身ではあまり問題を起こさないが、増殖組織が飛び散って心臓や脳に塞栓症を引き起こすことがある。またバクテリアが住み着く取っ掛かりとなり、感染性心内膜炎を引き起こすこともある。
成長の遅い別の心内膜炎はリブマン・サックス心内膜炎（Libman–Sacks endocarditis）と呼ばれる。これは紅斑性狼瘡の患者でよく見られ、免疫複合体の沈着によるものと考えられている。NBTE のように、リブマン・サックス心内膜炎の増殖症の塊は、感染性心内膜炎のものに比べて小さい。これらの免疫複合体は急性の炎症を引き起こし、それが NBTE との鑑別点になる。また NBTE とは異なり、リブマン・サックス心内膜炎は沈着の起こりやすい部位というものが無いようであり、弁の裏面や、心内膜に発生する場合もある。